# Крифф
Крифф (англ. Crieff, гэльск. Craobh, скотс Crieff) — город в центральной части Шотландии, в округе Перт-энд-Кинросс. Через город проходят трассы A85 и A822. Благодаря своему виски, город является популярным у туристов. Также в Криффе расположена старейшая библиотека в Шотландии — Innerpeffray, основанная в XVII веке.